# Ново-Рязанчиха
Ново-Рязанчиха — опустевшая деревня в Рамешковском районе Тверской области.

## География
Находится в восточной части Тверской области на расстоянии приблизительно 30 км на восток-юго-восток по прямой от районного центра поселка Рамешки.

## История
В 1858 году в русской казенной деревне Рязанчихе было 6 дворов, в 1887 −9. В советское время работали колхозы «Заря рассвета», «Волна пролетарской революции» и «Ильич». В 2001 году в деревне 1 дом местных жителей и 1 домов — собственность наследников. До 2021 входила в сельское поселение Ильгощи Рамешковского района до их упразднения. По состоянию на 2020 год опустела.

## Население
Численность населения: 45 человек (1859 год), 52 (1887), 5 (1989), 2 (русские 100 %) в 2002 году, 1 в 2010.